# Gruyères (Ardenas)
Gruyères é uma comuna francesa na região administrativa de Grande Leste, no departamento das Ardenas. Estende-se por uma área de 5,48 km². Em 2010 a comuna tinha 102 habitantes (densidade: 18,6 hab./km²).